# Jetsün Dragpa Gyaltsen
Pour les articles homonymes, voir Dragpa Gyaltsen.
Dragpa Gyaltsen ou Jetsün Dragpa Gyaltsen (1147-1216), (tibétain : རྗེ་བཙུན་གྲགས་པ་རྒྱལ་མཚན, Wylie : rje btsun grags pa rgyal mtshan, THL : jetsün drakpa gyaltsen), 3e fils de Sachen Kunga Nyingpo, fut le 5e Sakya Trizin (1182-1216), chef de l'école Sakyapa du bouddhisme tibétain, et le maître de son neveu et successeur Sakya Pandita. C’est l’un des cinq grands maîtres de Sakya.

## Biographie
Dragpa Gyaltsen est né en 1147. Son père, Sachen Kunga Nyingpo, et son frère aîné, Sonam Tsemo sont les premier et deuxième patriarches Sakya. Sa mère s'appelait Machik Wodron (tibétain : མ་གཅིག་འོད་སྒྲོན, Wylie : ma gcig 'od sgron). Comme son père et son frère aîné, Drakpa Gyeltsen n'est pas moine.
À huit ans, Dragpa Gyaltsen reçoit les vœux laïcs de son professeur Dawa Gyeltsen. Selon ses biographies, il n'a pas reçu la pleine ordination, bien qu'il l'eut souhaité et qu'il prônait le strict respect de leurs vœux monastiques.
De huit à douze ans, Drakpa Gyeltsen a pour professeur son père Sachen Kunga Nyingpo, ainsi que son frère Sonam Tsemo. À l'âge de dix ans, Drakpa Gyeltsen reçoit de Sachen des enseignements sur les vingt versets de Chandragomin (en) relatifs aux vœux du bodhisattva, la sadhana d'Hevajra, le Samvara Vimsatika et la sadhana de Sararodhbuta. A onze ans, il commence à les enseigner. À douze ans, après le décès de son père, Drakpa Gyeltsen enseigne le tantra racine de Hevajra au monastère de Sakya. À treize ans, Drakpa Gyeltsen devient chef effectif du monastère de Sakya à la suite du départ de son frère aîné Sonam Tsemo pour un monastère à Ü. Drakpa Gyeltsen n'est cependant officiellement intronisé qu'à l'âge de vingt-six ans.
On lui attribue le commentaire d'un enseignement que son père Sachen Kunga Nyingpo reçu de Manjushri visant à s'affranchir des quatre attachements :
- Si tu es attaché à cette vie, tu n'es pas un véritable pratiquant spirituel,
- Si tu es attaché au saṃsāra, tu n'as pas le renoncement,
- Si tu es attaché à ton propre bien, tu n'as pas la bodhicitta,
- Si la saisie est présente, tu n'as pas la Vue[2].

Dragpa Gyaltsen aurait déclaré à Sakya Pandita que s'il recevait une invitation à se rendre dans une nation lointaine, il devrait l'accepter car cela serait d'un grand bénéfice pour le dharma du Bouddha et pour de nombreuses personnes.
Dragpa Gyaltsen est mort le 9 mars 1216, le douzième jour du deuxième mois lunaire.